# Капаррини, Симона
Симона Капаррини (род. 5 января 1972 года, Флоренции) — итальянская актриса

. Свободно говорит на английском и французском, довольно хорошо говорит на испанском. Известна по фильмам: Римские приключения Вуди Аллена, где она играет тетю Джоан, встревоженного члена римского высшего общества, в паре с Пенелопой Крус; Ромео и Джульетта Карло Карлеи, с Полом Джаматти, Дамианом Льюис, Хейли Стейнфилд, Дугласом Бутом, Стелланом Скарсгардом и Эдом Уэствиком; и фильмом производства Warner Bros. Агенты А.Н.К.Л., режиссёра Гая Ричи.

## Ранние годы
Симона Капаррини, родом из Тосканы, родилась в семье сапожников. Окончила Театральную Академию Драмы в Генуе, пройдя трёхлетнюю программу обучения. После получения диплома, переехала в Нью-Йорк, чтобы учиться актёрскому мастерству в Театре Юнион-Сквер с американским актёром Джорджем Диченцо.

## Карьера
Дебютным фильмом с участием Симоны Капаррини стала картина Il muro di gomma, режиссёра Марко Ризи. Затем на роль своей партнёрши в свой же фильм Nestore l’ultima corsa её избрал Альберто Сорди. В этой картине её героиню звали Вильма, по сценарию она дочь давней подруги персонажа Сорди. Благодаря этой работе Симона получила определённую известность, продвигая вместе с Сорди фильм в разных городах.
В этом же году Симона получила камео в оскароносном фильме Почтальон (1994) Майкла Рэдфорда, где сыграла Эльзу Моранте, и где её партнёром был Филипп Нуаре; затем она сыграла Урсулу в фильме Banditi (1995) Стефано Минуччи сБеном Газзарой в главной ролиi; и позже снялась в полнометражном фильме Антонелло Гримальди Il cielo e' sempre piu' blu' (1996), с ярким актёрским ансамблем.
Симона принимала участие во многих итальянских, французских и испанских сериалах. Среди них: Ein Haus in der Toscana  (1993), Габи Кубаха для немецкого ТВ; Compañeros (1998) Хосе Рамона Айерры для испанского ТВ; Мари Франссон (2000) Кристиана Спьеро для французского телевидения; Гордость (2004) Джорджо Серафини и Витторио де Систи, за драматическиую роль Эльвира Грациани в котором Симону очень хвалили критики i; в телефильме Доктор клоун (2008) Маурицио Ничетти; в драматическом сериале Il Mostro di Firenze (2009) Антонелло Гримальди, основанном на реальной истории Флорентийского монстра, где она сыграла Даниэла Стефаначчи, мать жестоко убитого мальчика; Io e mio figlio- Nuove storie per il commissario Vivaldi (2010) режиссёра Лучано Одоризио с Ландо Буццанкой; Una Buona stagione (2012) Джанни Лепре и др.
Симона продолжила работу в Италии, Франции и США, появившись во многих художественных фильмах: в 2000 году появилась в картине Io Amo Andrea (2000) Франческо Нути, , где она играет Ирен, в паре с Франческой Нери; в 2001 году она снялась в Suor Sorriso, ремейке культового фильма Поющая монахиня, где она играет Клару (одну из главных ролей, высоко оцененную критиками), в постановке американского режиссёра Роджера Дойча. Затем её задействовали: Тонино Серви в фильме Il Quaderno della spesa  (2003); Лука Минийеро и Паоло Дженовезе в комедии Nessun messaggio в segreteria (2005), где Симона играет смешную консьержку, собравшую восторженные отзывы, в сотрудничестве с Карло делле Пьяне и Пьерфранческо Фавино; Николас Альберти и Жан Мах во французской научно-фантастической ленте 8th Wonderland (2008),; Паоло Дженовезе, в кассовом хите Immaturi (2010), Режиссёр: , где ей досталась роль Кати, нимфоманки из группы терапии, и где ей довелось поработать с Раулем Бова; Томмазо Рoсселини в картине Interno Giorno (2011), где она воплотила образ Мартины, кинозвезды агентства по поиску талантов, и где она работала с Фанни Ардан; и т. д.

## Последние новости
В 2012 году Симона Капаррини заработала ещё больше , в Италии и за рубежом, , когда её выбрал Вуди Аллен на роль тёти Джоан в свой очередной фильм Римские приключения. Фильм собрал более был более 70 миллионов долларов в мировом прокате, став одним из самых коммерчески успешных в фильмографии Аллена.
В 2013 году Симона Капаррини появилась в фильме Ромео и Джульеттарежиссёра Карло Карлеи; она исполнила эпизодическую роль знатоной женщины, подруги семьи Капулетти.
В 2015 году снялась в шпионском боевике Гая Ричи Агенты А.Н.К.Л.

## Избранная фильмография
| Год  | Название                                | Роль                        | Режиссёр                       |
| ---- | --------------------------------------- | --------------------------- | ------------------------------ |
| 1991 | il muro di gomma                        | Карла, журналист            | Mарко Ризи                     |
| 1993 | Ein Haus in der Toscana                 | Симона                      | Габи Кубак                     |
| 1994 | Nestore l’ultima corsa                  | Вилма                       | Альберто Сорди                 |
| 1995 | The Postman                             | Эльза Моранте               | Майкл Рэдфорд                  |
| 1995 | Banditi                                 | Урсула                      | Стафано Минуччи                |
| 1996 | Il cielo e’ sempre piu’ blu’            | Джулия                      | Антонелло Гримальди            |
| 1996 | Linda ed il brigadiere                  | Тина                        | Джанфранко Ланцотти            |
| 1998 | Compañeros                              | Елена                       | Хосе Рамон Айэрра              |
| 1999 | Un Posto al sole                        | Элизабетта Д’Андреа         | Кристиано Селесте              |
| 2000 | Io amo Andrea                           | Ирен                        | Франческо Нути                 |
| 2000 | The Accountant                          | Мария                       | Гленн Герс                     |
| 2000 | Marie Fransson                          | Клэр                        | Кристиан Спьеро                |
| 2000 | Suor Sorriso                            | Клара                       | Роджер Дойч                    |
| 2000 | Casa Famiglia                           | Мария                       | Риккардо Донна                 |
| 2001 | Compagni di scuola                      | Анна, хирург                | Тциана Аристарко               |
| 2003 | Il Quaderno della Spesa                 | Елена                       | Тонино Серви                   |
| 2003 | Andata e Ritorno                        | Ванесса                     | Алессандро Пачи                |
| 2004 | Orgoglio                                | Эльвира Грациани            | Джорджио Серафини              |
| 2005 | Nessun messaggio in segreteria          | Анна, консьержка            | Паоло Дженовезе и Люка Миньеро |
| 2005 | Ho sposato un calciatore                | Джина                       | Стефано Соллима                |
| 2006 | Capri                                   | Ministro Gastori            | Джорджио Мольтени              |
| 2006 | Don Matteo                              | Клелия Басси                | Элизабетта Марчетти            |
| 2008 | 8th Wonderland                          | Розелла Брицци              | Николас Альберни и Жан Мах     |
| 2008 | Комиссар Рекс                           | Серена, секретарь Монтанари | Марко Серафини                 |
| 2009 | Il Mostro di Firenze                    | Даниэла Стефаначии          | Антонелло Гримальди            |
| 2010 | Doctor Clown                            | Джулия                      | Маурицио Ничетти               |
| 2010 | Nuove storie per il commissario Vivaldi | Кристина Валлауро           | Лучано Одоризио                |
| 2011 | The Immature                            | Катя                        | Паоло Дженовезе                |
| 2011 | Interno Giorno                          | Мартина                     | Томазо Росселини               |
| 2011 | La ragazza americana                    | Карла                       | Витторио Синдони               |
| 2011 | Una buona stagione                      | адвокат Лючиди              | Джианни Лепре                  |
| 2012 | Римские приключения                     | тётя Джоан                  | Вуди Аллен                     |
| 2013 | Ромео и Джульетта                       | гостья                      | Карло Карлеи                   |
| 2013 | Stai lontana da me                      | Джулия                      | Alessio Maria Federici         |
| 2015 | The Man from U.N.C.L.E.                 |                             | Гай Ричи                       |